# El Mokawloon SC
L'Arab Contractors Sporting Club, també conegut com a Nadi El Mokawloon Elarab Elriadi (àrab: نادي المقاولون العرب الرياضي, Nādī al-Muqāwalūn al-ʿArab ar-Riyāḍī, ‘Club Esportiu dels Emprenedors Àrabs’) és un club de futbol egipci de la ciutat del Caire, al districte de Nasr City. El club és propietat de l'empresa del mateix nom.

## Palmarès
- Recopa africana de futbol: 
  - 1982, 1983, 1996
- Lliga egípcia de futbol: [1]
  - 1983
- Copa egípcia de futbol: [2]
  - 1990, 1995, 2004
- Supercopa egípcia de futbol: 
  - 2004